# Cedric Bixler-Zavala
Cedric Bixler-Zavala, född 4 november 1974 i Redwood City, Kalifornien, är en amerikansk musiker och låtskrivare, mest känd som sångare i banden At the Drive-In och The Mars Volta. Han spelade också trummor i De Facto.
Hans sätt att sjunga är speciellt där han kan gå upp ovanligt högt utan hel falsett, där han istället använder halvröst. Falsett och bröströst förekommer dock också. 
Hans lyrik är abstrakt och svårförstådd, men enligt bandet finns det historier bakom alla texter. Texterna byter också ofta språk under låtens gång, mellan engelska och spanska, då dessa språk är Bixler-Zavalas modersmål.
Han är även känd för sitt livfulla beteende på scenen. Tidigare trodde många att detta berodde på hans drogvanor, men detta har fortsatt även efter att han slutade med droger (till följd av hans vän Jeremy Wards död).
Bixler-Zavala har dock uttryckt ogillande mot moshing bland publiken, vilket blev tydligt under en At the Drive-In-konsert 2001 då han fick hela bandet att avbryta spelningen på grund av att publiken vägrade vara lugn.

## Diskografi (urval)
Som Alavaz Relxib Cirdec
- The Special 12 Singles Series – "Live Private Booths" / "Sapta Loka" (2005)

Studioalbum med Antemasque
- Antemasque – (2014)
- Saddle on the Atom Bomb – (2017)

Studioalbum med Anywhere
- Anywhere – (2012)
- Light The Portals – (2016)
- Anywhere II – (2018)

Studioalbum med At the Drive-In
- Hell Paso EP – (1994)
- Alfaro Vive, Carajo! EP — (1995)
- Acrobatic Tenement – (1996)
- El Gran Orgo EP – (1997)
- In/Casino/Out – (1998)
- Sunshine / At the Drive-In EP (2000)
- Relationship of Command – (2000)
- in•ter a•li•a – (2017)
- Diamanté EP – (2017)

Studioalbum med Big Sir
- Before Gardens After Gardens – (2012)

Studioalbum med De Facto
- How Do You Dub? You Fight For Dub, You Plug Dub In – (1999/2001)
- 456132015 EP – (2001)
- Megaton Shotblast – (2001)
- Légende du Scorpion à Quatre Queues – (2001)

Studioalbum med The Mars Volta
- De-Loused in the Comatorium – (2003)
- Frances the Mute – (2005)
- Amputechture – 2006)
- The Bedlam in Goliath – (2008)
- Octahedron – (2009)
- Noctourniquet – (2012)

Med The Fall on Deaf Ears
- The Fall on Deaf Ears EP – (1996)

Studioalbum med Omar Rodríguez-López
- Omar Rodriguez – (2005)
- Se Dice Bisonte, No Búfalo – (2007)
- Calibration (Is Pushing Luck and Key Too Far) – (2007)
- Old Money – (2008)
- Cryptomnesia – (2009)
- Some Need It Lonely – (2016)